# Enciclopedia (linguistica)
In linguistica, per enciclopedia (background knowledge, nella linguistica di scuola anglosassone) si intende la conoscenza determinata che i parlanti hanno del mondo.
Ogni manovra che faccia conto della esperienza che del mondo ha l'interlocutore e che soppesi quanta "enciclopedia" abbiano in comune emittente e ricevente è detta "evocazione enciclopedica".

## In linguistica generale
Nel contesto dell'enunciazione e tipicamente nel dialogo, ciascun parlante può supporre che il proprio interlocutore condivida con lui determinate informazioni sul mondo; su queste conoscenze specifiche il parlante potrà basarsi per dar forma in un certo modo ai propri atti linguistici destinati a quell'interlocutore.
Così, ad esempio, in relazione alla frase
Fu così che potei incontrare il vescovo di Roma.
solo chi sa che il vescovo di Roma è il papa della Chiesa cattolica potrà cogliere tutto il peso dell'affermazione.
Un altro esempio: la frase
Questo caso mi ricorda quello del cretese.
risulterà del tutto intelligibile solo a chi, per "enciclopedia", comprenderà che ci si sta riferendo al paradosso del mentitore.
L'enciclopedia, dunque, rinvia non all'organizzazione formale degli atti linguistici, cioè l'elemento retorico, ma al contenuto (l'insieme dei significati, cioè il mondo di oggetti, fatti e concetti che la lingua ritrae) e alle sue implicazioni, che spesso sfuggono alla competenza meramente linguistica e non di rado rinviano ad un piano culturale, per il quale determinati atti linguistici possono risultare incomprensibili al di fuori dell'ambito culturale in cui vengono espressi. Per questo il concetto di enciclopedia in linguistica è rilevante soprattutto negli autori che privilegiano il rapporto tra lingua e cultura. In questo senso, "enciclopedia" è una somma di saperi comuni, composti di esperienze e credenze condivise, cui i parlanti fanno riferimento in larga parte delle loro comunicazioni e che rinviano al concetto di "comunità". Peraltro, l'efficacia del concetto può risultare inficiata nel contesto contemporaneo della globalizzazione, in cui "il quadro di riferimento culturale delle comunità [...] tende a divenire sempre meno definito e peculiare".
La conoscenza del mondo determina tra i parlanti diverse significative omissioni. Per questo, il concetto rileva anche negli studi delle lingue antiche. Lo studio di testi antichi redatti in una lingua morta può comportare difficoltà che vanno oltre la comprensione delle singole parole. Il contenuto informativo può infatti rimanere oscuro perché i parlanti, ad esempio soggetti che si scambiano lettere, omettono di specificare elementi informativi di contesto che ai loro tempi rappresentavano conoscenza comune.

## Nella glottodidattica
L'enciclopedia ha un ruolo anche nell'apprendimento della seconda lingua. La statunitense Alice Omaggio Hadley, in Teaching Language in Context (1993), ha distinto tre tipi di background knowledge:
- linguistic information, cioè il livello di competenza linguistica della L2 raggiunto dal discente ad un dato momento;
- knowledge of the world, cioè la vera e propria conoscenza che il discente ha del mondo, in forma di "nozioni enciclopediche";
- knowledge of discours structures, cioè la conoscenza che ha il discente dei generi e delle tipologie testuali.

Il secondo e il terzo tipo di conoscenze sono "non linguistiche", ma risultano determinanti nella comprensione di un testo (orale o scritto).